# تفجيرات بغداد 2017
تفجيرات بغداد 2017 هي مجموعة من الحوادث الأمنية المتفرقة التي ضربت العاصمة بغداد وأستهدفت أسواق متعددة ومواقف سيارات وتجمعات بشرية، منها في منطقة الشعب و«علوة جميلة» في مدينة الصدر والبياع وأيضا في منطقة العبيدي والكرادة ومناطق أخرى، وراح ضحيتها أكثر من 547 قتيلاً وجريحاً، وقد أعلن داعش مسؤوليته عن التفجيرات.

## عدد ضحايا التفجيرات
- سوق جميلة للخضار في مدينة الصدر - 11 قتيلاً 26 جريحاً.[1]
- دائرة التقاعد في الشوّاكة بالكرخ - 7 قتلى و30 جريحاً.[2]
- الكرادة مقابل مرطبات الفقمة - 16 قتيلاً و75 جريحاً.[3]
- منطقة أبو دشير - 13 قتيلاً و15 جريحاً.[4]
- حي الشعلة - 3 قتلى و7 جرحى.[5]
- موقف سيارات تابع لدائرة مرور الرصافة في الكرادة - 5 قتلى و8 جرحى.[6]
- سيطرة اليوسفية جنوبي بغداد - 13 قتيلاً و12 جريجاً.[7]
- حي العامل شارع 84 - 23 قتيلاً و45 جريجاً.[8]
- كراج السعدون وسط بغداد - 4 قتلى و11 جريحاً.[9]
- علوة جميلة في مدينة الصدر - 7 قتلى و18 جريحاً.[10]
- سوق شعبي بمنطقة العبيدي - 5 قتلى و7 جرحى.[11]
- تجمع للعمال والمدنيين في مدينة الصدر - 35 قتيلاً و51 جريحاً.[12]
- معارض للسيارات في منطقة البياع - 52 قتيلاً و50 جريحاً.[13]

## اقرأ أيضا
- تفجيرات بغداد 2016
- تفجيرات بغداد 2015
- تفجير سوق الوحيلات 19 تموز 2021